# Архітектура Тибету

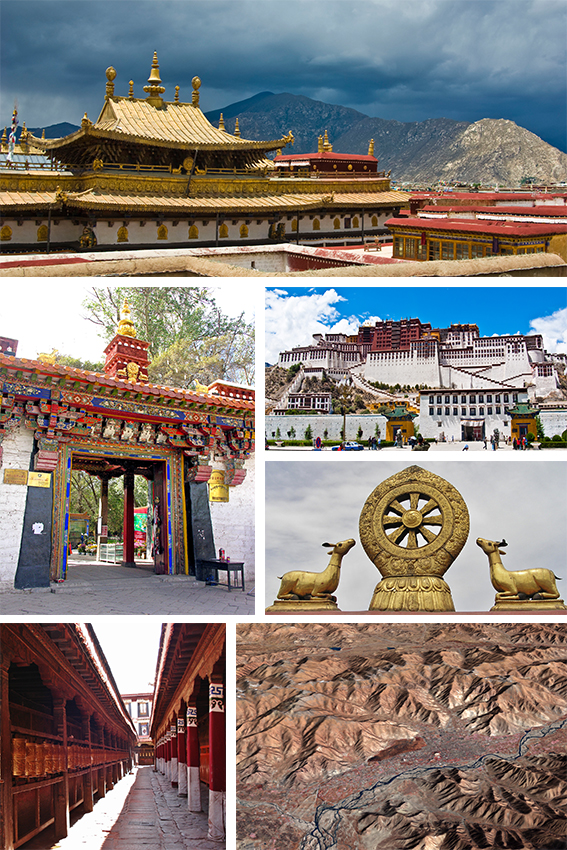
Столиця Тибету Лхаса

Архітектура Тибету почала розвиватися за часів культури Бон, проте будови тієї епохи не збереглися до наших днів.
З приходом в Тибет буддизму архітектура отримала потужний поштовх для розвитку. Буддизм, що прийшов з Індії, приніс з собою індійський архітектурний стиль в будівництво храмів, монастирів і громадських будівель.
Пізніше в місцевий архітектурний стиль увійшло багато китайських елементів. Сплав індійського і китайського стилів, власні напрацювання тибетських архітекторів дали світу самобутнє та унікальне будівельне мистецтво цієї гірської країни. Вершиною архітектури Тибету став храм Потала в Лхасі.
Самобутність в тибетську архітектуру приніс і холодний, посушливий клімат Тибету, високогірний характер місцевості, обмежений ресурс дерева, осілий спосіб життя тибетців. Тибетські будівельники використовували при будівництві камінь, висушену на сонці червону цеглу, рідше дерево.
Для прикрашання внутрішніх частин монастирів і світських будинків тибетські архітектори часто використовували різнокольорові тканини, якими оббивали стіни.
Сучасна архітектура Тибету йде в ногу з часом, має космополітичний характер. Все більше при будівництві використовується бетон. Будується багато будинків, торговельних центрів і громадських будівель в сучасному стилі, головними перевагами яких є швидкість зведення, дешевизна і функціональність.

## Релігійна архітектура

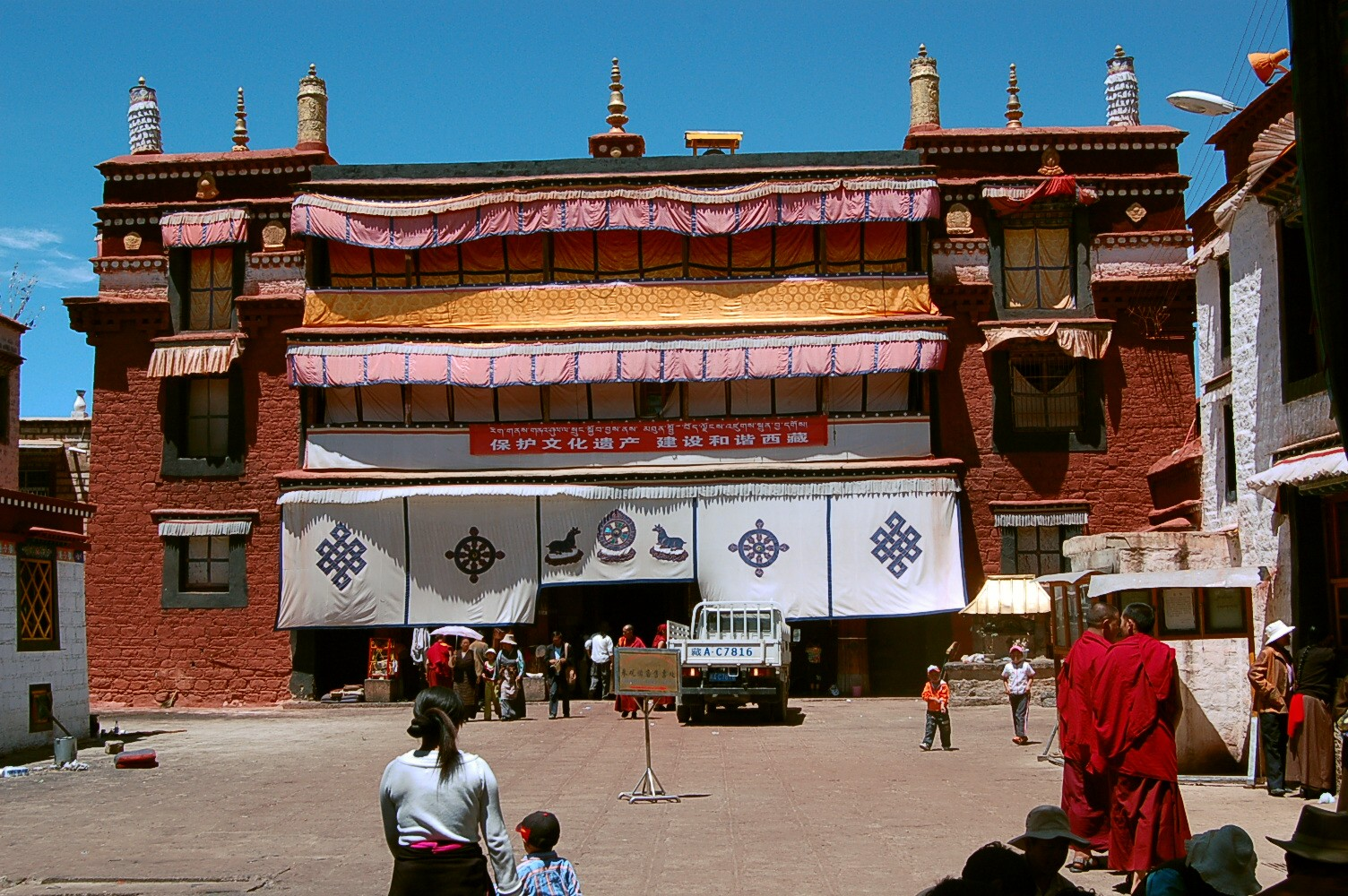
Храм Рамоче

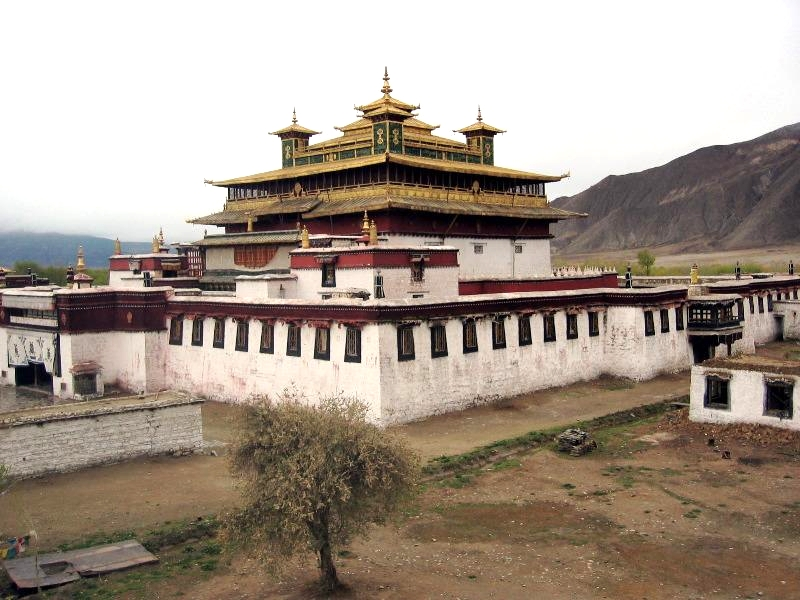
Монастир Сам'є

Перші культові споруди з'явилися в епоху Бон. Однак жодної з цих будівель не збереглося до наших днів. Новий етап в тибетській архітектурі почався з приходом буддизму з Індії. Перші буддистські храми в індійському стилі були побудовані в VII столітті за царя Сронцангамбо. Всі вони були побудовані в Лхасі, в місті, яке теж заснував Сронцангамбо. Індійський стиль характеризувався масивністю й монолітністю. Ці перші храми також не збереглися до нашого часу. На їхньому місці пізніше були зведені нові храми і монастирі.
Згодом в Тибеті почали зводити храми в китайському стилі: будівлі, як правило, в три рівні, кожен верхній рівень менший за площею, ніж нижній, дахи мають загнуті вгору кути. Саме цей стиль з Тибету проник спочатку в Монголію, а потім й у Бурятію.
Стіни храмів і монастирів будувалися з пресованої землі, грязьових блоків або каменів. Всередині будівель споруджувалася система дерев'яних колон і балок. Підлогу робили з пресованої землі з незначним додаванням деревини.
Монастирі складаються з жител ченців, бібліотеки рукописів, майстерень, буддистської школи і кількох храмів. Перед головним храмом зазвичай є мощена площа, де відбуваються релігійні обряди та церемонії.
Більша частина храмів побудована в три рівні. Це пов'язано з буддійською нумерологією, де цифра 3 має сакральний зміст і вказує на буддійську тріаду: учитель — Будда, вчення — Дгарма і релігійна громада — Санґга .
Тибетський стиль проявляється в релігійних ступах, присвячених Будді. Пізніше ступи почали використовувати в якості усипальниць для буддистських лам . Ступи зводили перед храмом.
Перед входом в храм по обидва боки парадних сходів встановлені стилізовані фігури тигрів і драконів. Усередині храм також прикрашений по-багатому: вирізані з дерева фігури різних божеств, статуї Будди, живописні картини (танка) на релігійні теми.
Всесвітньо відомими тибетськими храмами і монастирями є: Кумбум, Сера, Дрепунг, Ганден, Ташилунпо, Рамоче, Сам'є.
Під час культурної революції в Китаї постраждали багато значних храмів Тибету. Останнім часом відбувається їхня реставрація.

## Храм Потала

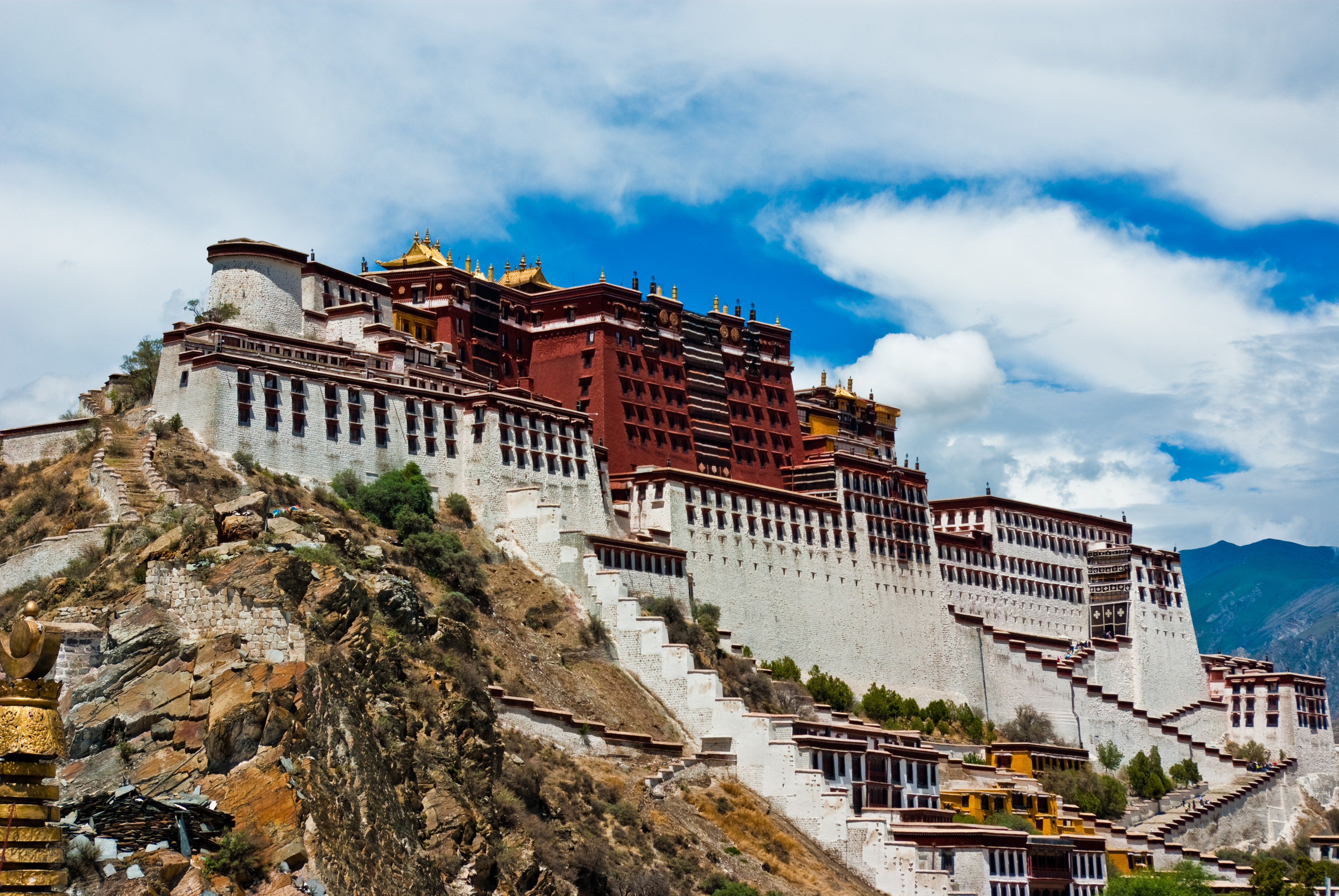
Храм Потала

Найбільш відомою у всьому світі архітектурною спорудою Тибету є храм Потала — резиденція Далай-лам. Перший палац на місці сучасної Потали побудував цар Сронцангамбо в 637 році. У другій половині VIII століття в дерев'яну будівлю влучила блискавка, внаслідок чого вона повністю згоріла.
Далай-лама (1617—1682) в 1645 році почав зводити новий храм, який будувався протягом більш ніж півстоліття. Комплекс складається з двох палаців: Білого і Червоного.
Будівля має ступінчасту структуру: в горі вирубували терасу і на цьому місці зводили «поверх», потім вище вирубували другу терасу і будували наступний «поверх». Таким чином храм піднімається від підніжжя гори до самої її вершини.
Білий храм складається з двох павільйонів: Східного і Сонячного. Червоний також складається з декількох павільйонів, тут проводили молитви і ритуали. На даний час храм Потала є музеєм.
Храм Потала став вершиною в творчості тибетських архітекторів. Будівля напрочуд вдало вписалася у навколишній ландшафт. Тут людська фантазія, інженерний розрахунок і будівельна майстерність досягли свого апогею. Потала є одним з найбільш значних в світі прикладів релігійної архітектури.
У 1994 році храм Потала внесений до списку Всесвітньої спадщини ЮНЕСКО.

## Світська архітектура

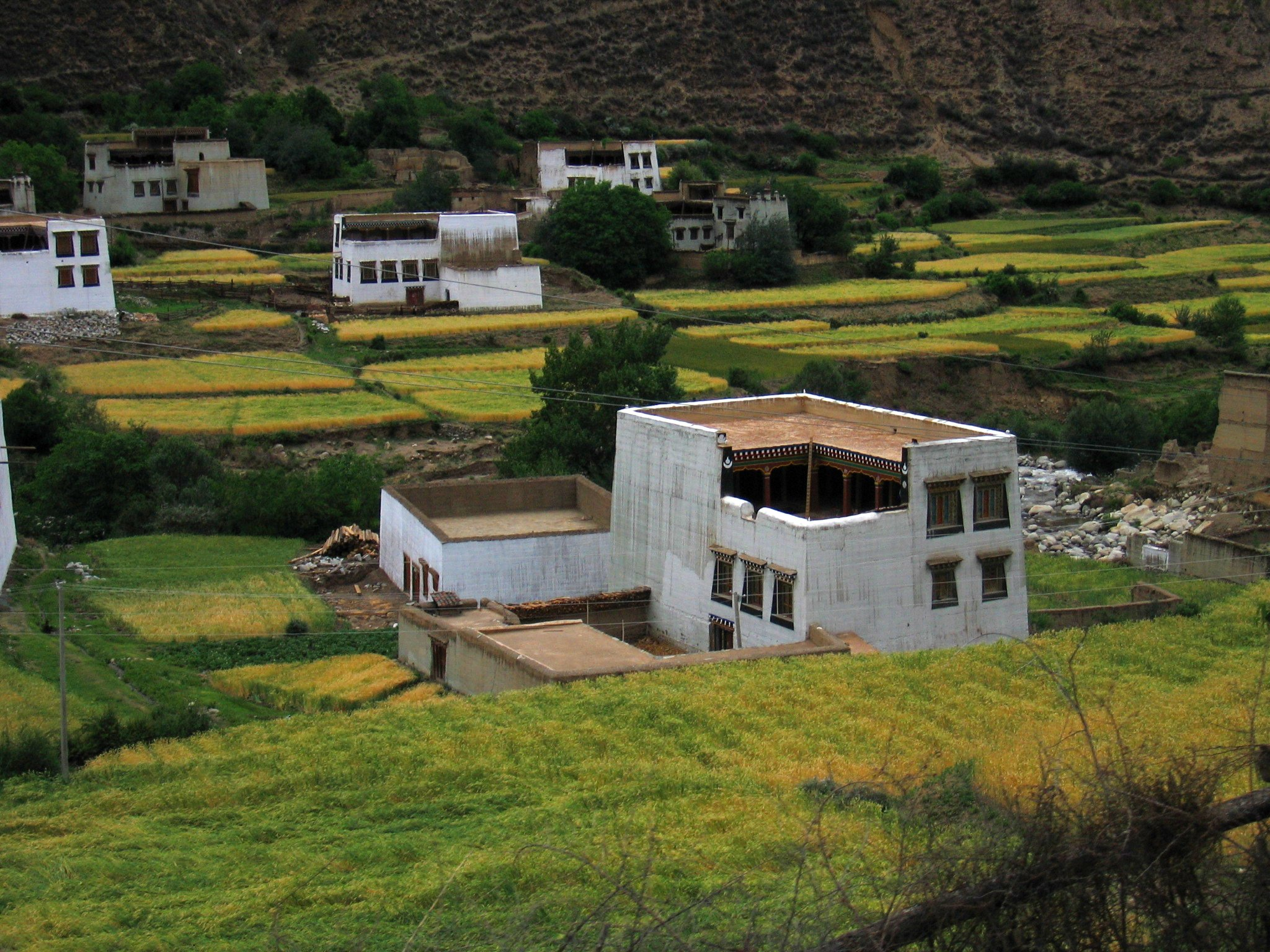
Традиційний тибетський будинок

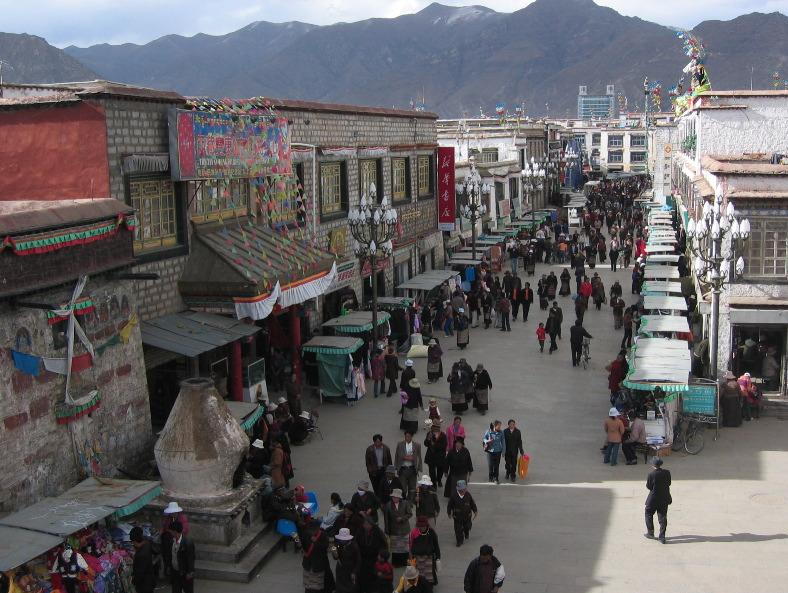
Приклад громадської архітектури Тибету: торгова вулиця в Лхасі

Традиційна архітектура Тибету житлових будинків відрізняється нахиленими у внутрішню сторону стінами і пласкими дахами. Будинки фарбують у білий колір і оздоблюють по периметру темною фарбою.
Будинки в містах будували в два або три поверхи. Вони мали безліч вікон прямокутної форми, розташованих високо над землею. У центрі будівлі розташований двір, невидимий зовні, і утворює наскрізний колодязь. Житлові будинки в гірській місцевості зводилися у вигляді амфітеатру, використовуючи схили гір .
У сільській місцевості будинки зазвичай мають затишний маленький двір. Будинки будують з каменю, цегли і дерева. Стіни внутрішніх приміщень тибетці оббивають тканинами різних кольорів, що надає інтер'єру затишку й додаткову теплоізоляцію.
Останнім часом в архітектурі житлових і громадських будівель все більше використовуються сучасні будівельні матеріали і конструкції, наприклад залізобетон, металочерепиця та пластикові вікна. У Лхасі побудовані квартали, де є сучасні будинки, широкі вулиці, пішохідні зони, великі магазини.

## Галерея

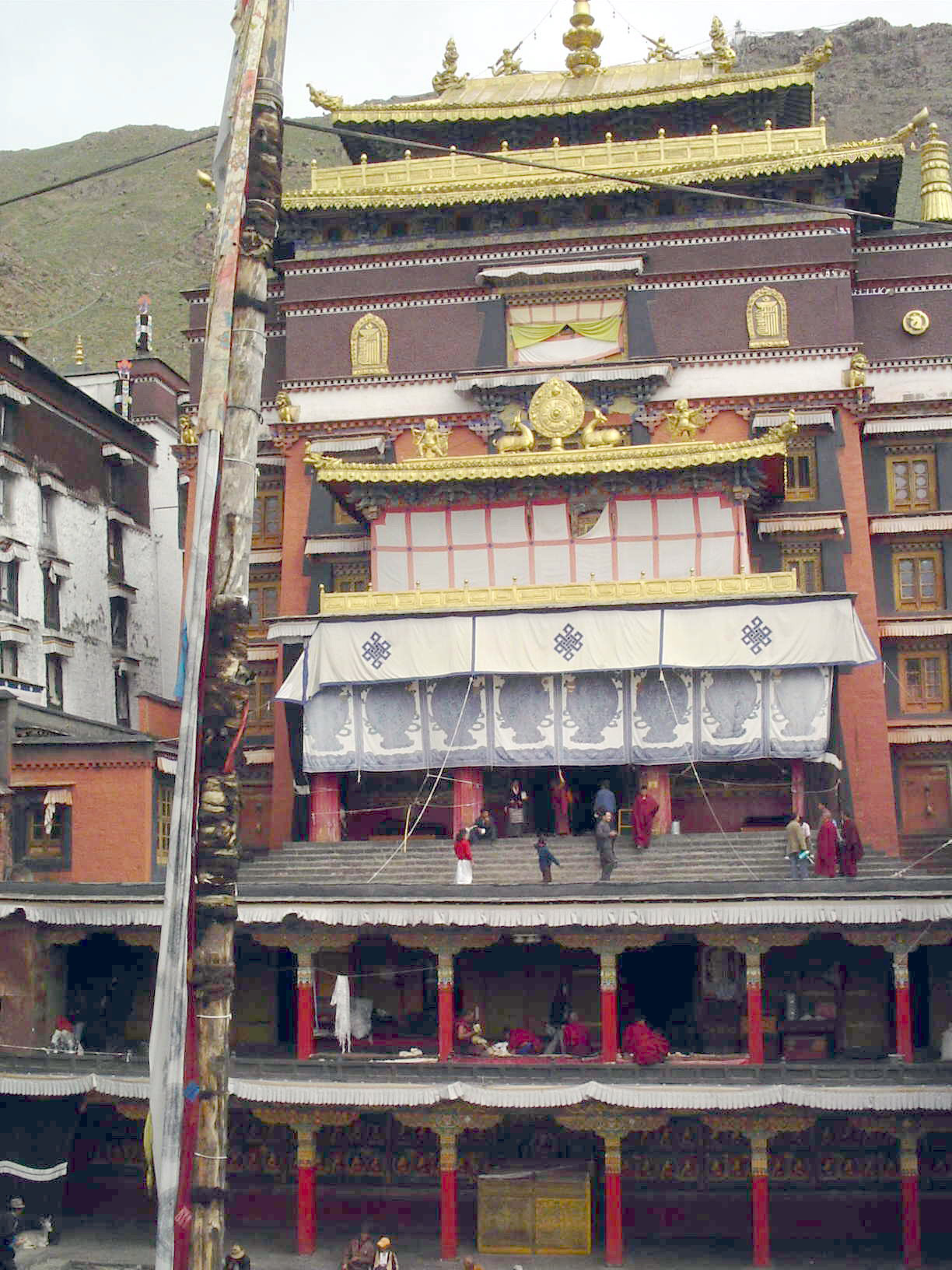
Ташилунпо[en]
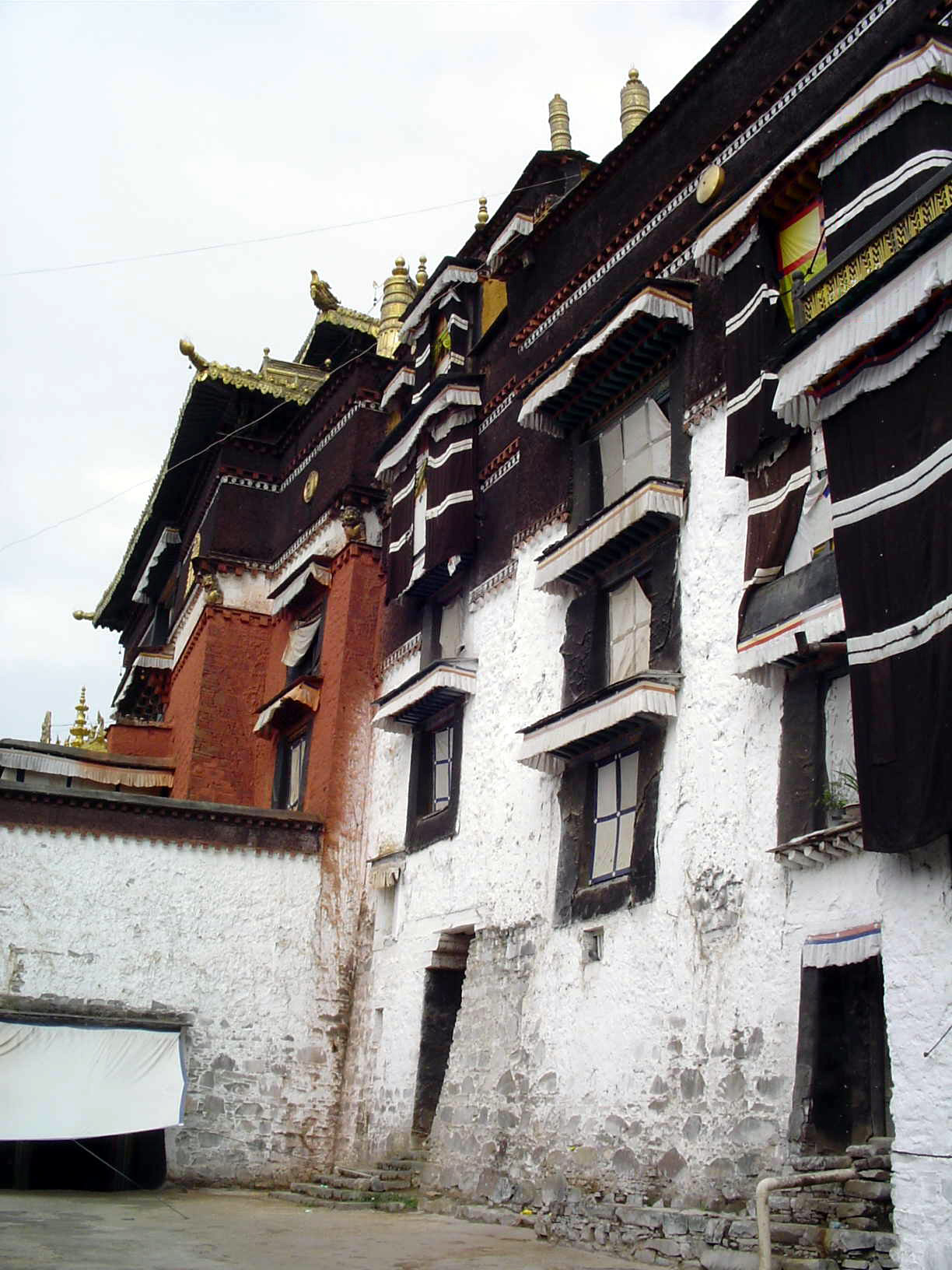
Ташилунпо
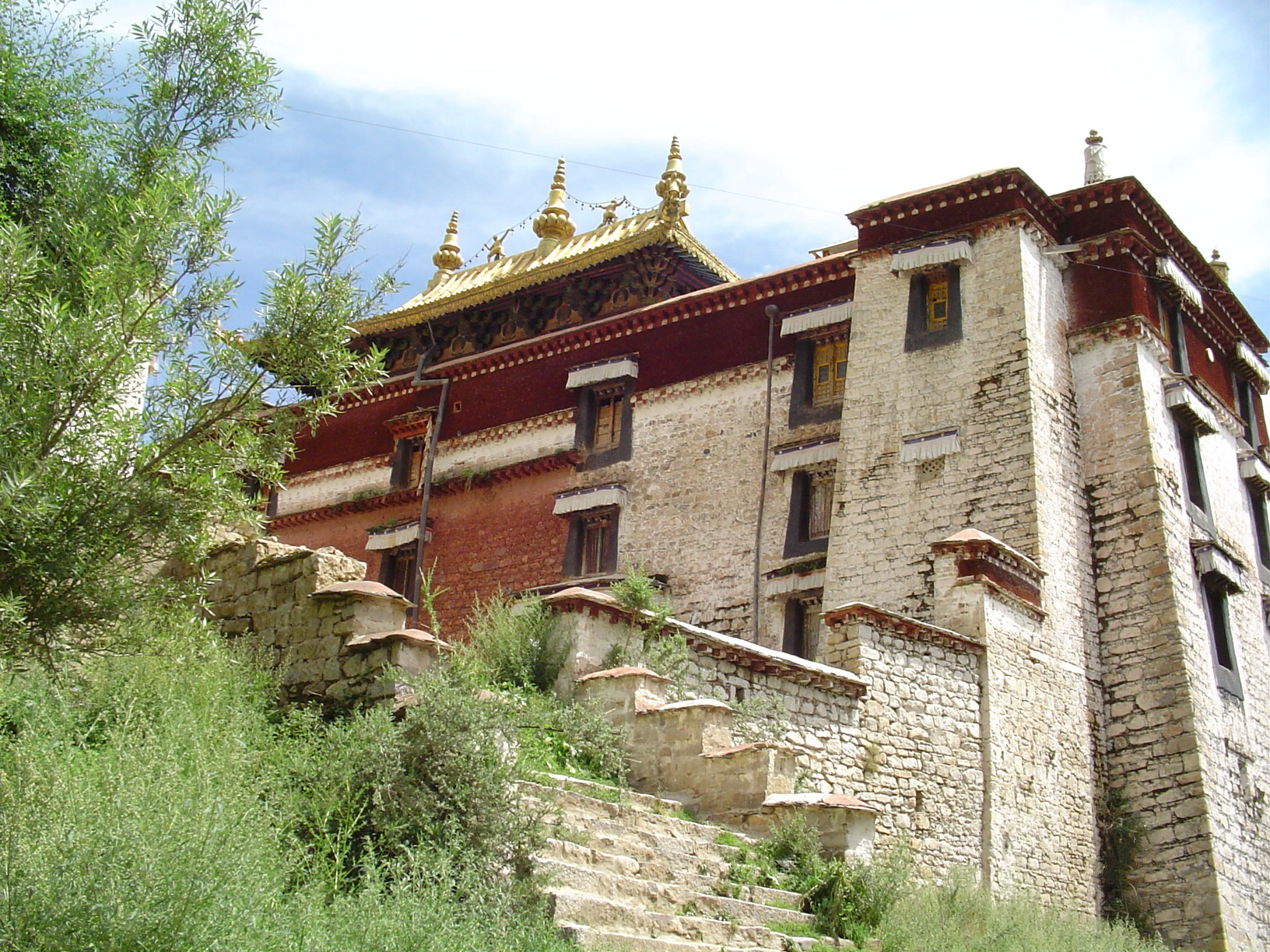
Монастир Сера
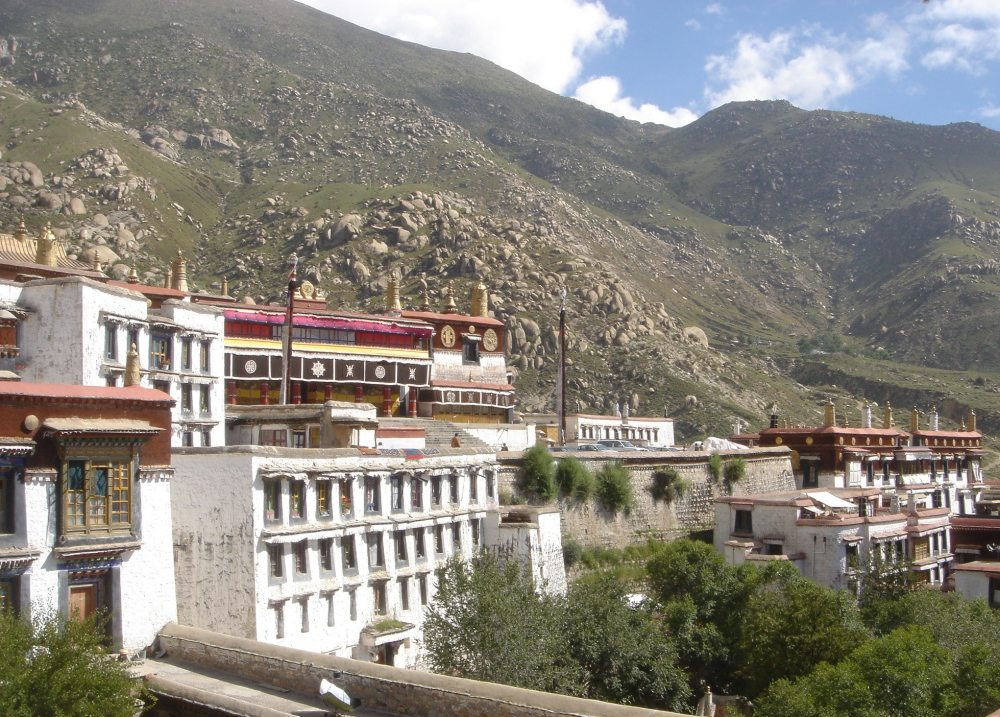
Дрепунг
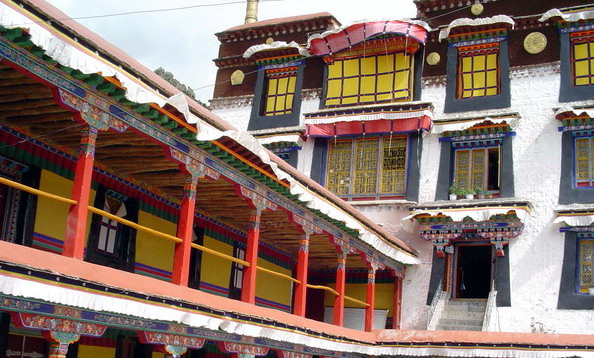
Дрепунг
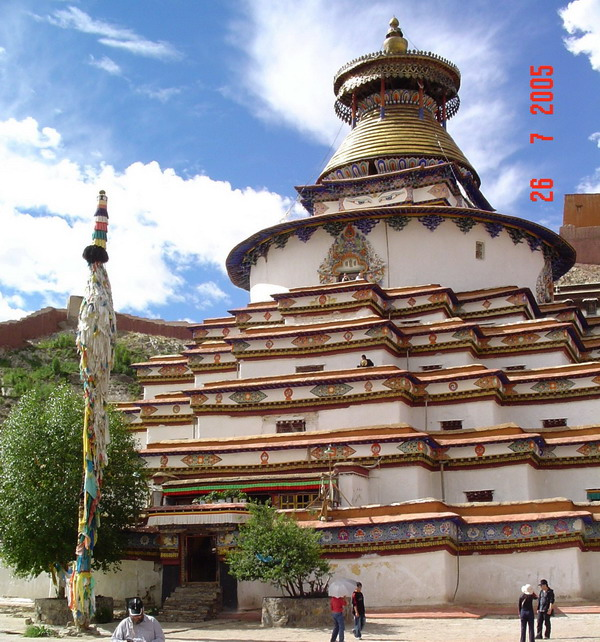
храм Кумбум[en]